# Aloe rabaiensis
Aloe rabaiensis é uma espécie de liliopsida do gênero Aloe, pertencente à família Asphodelaceae.